# 呂肖
文德兰地区吕肖（德語：Lüchow (Wendland)），通称吕肖（德語：Lüchow，發音：[ˈlyːçoː] ⓘ），是德国下萨克森州吕肖-丹嫩贝格县的城市，也是吕肖-丹嫩贝格县的县治，面积89.46平方千米，2024年12月31日人口为9,494人。

## 友好城市
吕肖与以下城市结为友好城市：
- 法國 塞雷（1983年）
- 波蘭 奧博爾尼基（2007年）
- 德国 柏林 施泰格利茨-采伦多夫（2019年）